# Никон (Пурлевский)
Архиепи́скоп Ни́кон (в миру Никола́й Алекса́ндрович Пурле́вский; 5 февраля 1886, Житомир — 9 января 1938) — епископ Русской православной церкви, архиепископ Казанский. Брат епископа Фотия (Пурлевского).

## Биография
Родился 5 февраля 1886 года в семье статского советника Александра Никитича Пурлевского.
Окончил 1-ю Житомирскую гимназию. В 1906 году по окончании Волынской духовной семинарии поступил в Казанскую духовную академию.
18 октября 1907 году пострижен в монашество с именем Никон.
25 мая 1910 года рукоположён во иеромонаха.
В этом же году окончил академию со степенью кандидата богословия и 16 августа назначен преподавателем Житомирского училища пастырства.
С 3 ноября 1911 года — помощник смотрителя Кременецкого училища.
С 23 августа 1913 года — смотритель Бельского духовного училища.
12 августа 1914 года — помощник начальника пастырской миссионерской семинарии при Григорие-Бизюковском монастыре.
С 11 ноября 1916 года — инспектор Вифанской духовной семинарии.
С 1918 году — наместник Московского Донского монастыря.
14 апреля 1920 года хиротонисан во епископа Рыльского, викария Курской епархии.
В этом же году перемещён епископом Белгородским, викарием той же епархии.
В 1922 году уклонился в обновленческий раскол. В 1923 году состоял членом обновленческого Церковного Управления. Принимал участие в обновленческом Поместном соборе, где выступил против лишения святителя Тихона патриаршества и не подписал постановлений собора В том же году назначен ВЦУ епископом Курским.
В марте 1924 года принёс покаяние пред Патриархом Тихоном и митрополитом Петром в храме Воскресения, что в Барашах и принят в сущем сане епископа.
Епископ Никон прибыл в Белгород на Благовещение 7 апреля 1924 года. Первым своим указом он упразднил институт синодальных уполномоченных по Белгородской епархии. Однако на указе поставил порядковый номер 278 и печать, которая была у него ещё со времён подчинения обновленческому Синоду. Это было обусловлено тем, что Патриаршая Церковь в это время не имела легального статуса.
Обновленческое духовенство начало кампанию против епископа Никона. В одном и открытых писем было написано:

Бывший патриарх Тихон рассылает по республике своих ставленников-епископов, как, например, Курского Ювеналия, самозванца и захватчика церковной власти, перекрасившегося Белгородского Никона, принёсших смуту и раздор в церковную жизнь, стремящихся организовать контрреволюционное гнездо, дабы опять окутать контрреволюционной сетью верующих с целью нанести удар Соввласти. /С/ ножом в карманах эти епископы вербуют своих ставленников, и некоторые члены клира уже поддались этой гнусной провокации и публично присоединяются к известным врагам Соввласти.

Вскоре епископ Никон был арестован вместе со своим помощником священником Феодором Шумовым. Их обвинили «в публичной агитации в проповедях против мероприятий сов. власти, группировке черносотенного элемента вокруг церковного управления и церкви на предмет подрыва устоев сов. Власти».
В феврале 1925 года Коллегией ОГПУ он был осуждён к двум годам ссылки на Соловецкие острова.
3 апреля 1930 года был назначен епископом Прикаспийским и Бакинским, но к месту служения так и не выехал, хотя и числился епископом епархии до октября.
С 24 октября 1930 года — епископ Ржевский.
С 21 марта по август 1933 года управлял Вяземской епархией.
С 19 октября 1933 года — епископ Архангельский.
3 января 1934 года возведён в сан архиепископа.
С 23 мая 1937 года — архиепископ Казанский.
На май-декабрь 1937 года пришлись самые массовые закрытия церквей в сельских районах, аресты и расстрелы духовенства.
16 декабря 1937 года арестован. 25 декабря решением Тройки НКВД по Татарской АССР был приговорён к расстрелу по обвинению 58-10 («религиозная агитация, слухи о массовых арестах невинных священников»). Похоронен в общей могиле на Архангельском кладбище.
Реабилитирован 17 мая 1989 года.